# Manado
Manado (známé i jako Menado) je hlavním městem provincie Severní Sulawesi na ostrově Sulawesi v Indonésii. Leží v zálivu Manado. V roce 2010 mělo 408 354 obyvatel, dnes se odhaduje 450 tisíc, s předměstím 700 tisíc. Po Makkasaru je druhým největším městem na Sulawesi.
Většinu obyvatel tvoří Minahasové hovořící minahaštinou. Tento jazyk, stejně jako indonéština, vychází z malajštiny, ale je smísen s filipínštinou, a obohacen o výrazy z portugalštiny a nizozemštiny.
Pro město je významný i turistický ruch. Nedaleký mořský Národní park Bunaken zahrnuje několik ostrovů, kde se na útesech vyskytuje 390 druhů korálů a na 2000 druhů ryb. Na pevnině je z města snadno dosažitelná přírodní rezervace Tangkoko Batuangus s endemickými makaky chocholatými, nártouny celebeskými, tabony přilbovými, zoborožců celebeských, a kuskusy medvědími a trpasličími. Mnoho dalších přírodních zajímavostí se nachází jihozápadně od města.

## Geografie

### Podnebí
| Manado (1991-2020) – podnebí | Manado (1991-2020) – podnebí | Manado (1991-2020) – podnebí | Manado (1991-2020) – podnebí | Manado (1991-2020) – podnebí | Manado (1991-2020) – podnebí | Manado (1991-2020) – podnebí | Manado (1991-2020) – podnebí | Manado (1991-2020) – podnebí | Manado (1991-2020) – podnebí | Manado (1991-2020) – podnebí | Manado (1991-2020) – podnebí | Manado (1991-2020) – podnebí | Manado (1991-2020) – podnebí |
| Období                       | leden                        | únor                         | březen                       | duben                        | květen                       | červen                       | červenec                     | srpen                        | září                         | říjen                        | listopad                     | prosinec                     | rok                          |
| ---------------------------- | ---------------------------- | ---------------------------- | ---------------------------- | ---------------------------- | ---------------------------- | ---------------------------- | ---------------------------- | ---------------------------- | ---------------------------- | ---------------------------- | ---------------------------- | ---------------------------- | ---------------------------- |
| Průměrné denní maximum [°C]  | 29,9                         | 29,9                         | 30,6                         | 31,2                         | 32,0                         | 31,8                         | 31,9                         | 32,4                         | 32,6                         | 32,3                         | 31,5                         | 30,6                         | 31,4                         |
| Průměrná teplota [°C]        | 26,3                         | 26,2                         | 26,6                         | 27,0                         | 27,3                         | 27,1                         | 27,0                         | 27,2                         | 27,1                         | 27,2                         | 27,1                         | 26,8                         | 26,9                         |
| Průměrné denní minimum [°C]  | 22,7                         | 22,5                         | 22,6                         | 22,7                         | 22,6                         | 22,4                         | 22,1                         | 21,9                         | 21,5                         | 22,0                         | 22,6                         | 22,9                         | 22,4                         |
| Zdroj: Cuaca Manado          |                              |                              |                              |                              |                              |                              |                              |                              |                              |                              |                              |                              |                              |